# Élections législatives de 1898 dans les Bouches-du-Rhône
Les élections législatives de 1898 ont eu lieu les 8 et 22 mai 1898.

## Élus
|   | Circonscription  | Député sortant |  | Groupe parlementaire | Député élu         |  | Groupe parlementaire       |
| - | ---------------- | -------------- |  | -------------------- | ------------------ |  | -------------------------- |
| 1 | 1re d'Aix        |                |  |                      | Camille Perreau    |  | Républicains progressistes |
| 2 | 2e d'Aix         |                |  |                      | Camille Pelletan   |  | Groupe radical-socialiste  |
| 3 | Arles            |                |  |                      | Henri Michel       |  | Groupe radical-socialiste  |
| 4 | 1re de Marseille |                |  |                      | Maximilien Carnaud |  | Union socialiste           |
| 5 | 2e de Marseille  |                |  |                      | Bernard Cadenat    |  | Union socialiste           |
| 6 | 3e de Marseille  |                |  |                      | Joseph Thierry     |  | Républicains progressistes |
| 7 | 4e de Marseille  |                |  |                      | Joseph Chevillon   |  | Gauche démocratique        |
| 8 | 5e de Marseille  |                |  |                      | Antide Boyer       |  | Union socialiste           |

## Résultats à l'échelle du département
| Partis         | Partis                                   | Premier tour | Premier tour | Deuxième tour | Deuxième tour | Sièges |
| Partis         | Partis                                   | Voix         | %            | Voix          | %             | Sièges |
| -------------- | ---------------------------------------- | ------------ | ------------ | ------------- | ------------- | ------ |
|                | Républicains progressistes               | 23 649       | 22,64        | 19 695        | 22,93         | 2      |
|                | Parti ouvrier français                   | 22 460       | 21,50        | 18 807        | 21,90         | 3      |
|                | Radicaux socialistes                     | 21 109       | 20,21        | 22 072        | 25,70         | 3      |
|                | Socialistes                              | 12 664       | 12,12        | 9 832         | 11,45         | 0      |
|                | Radicaux                                 | 8 773        | 8,40         | 6 686         | 7,79          | 0      |
|                | Monarchistes                             | 8 600        | 8,23         | 8 789         | 10,23         | 0      |
|                | Ralliés                                  | 4 789        | 4,58         |               |               | 0      |
|                | Parti ouvrier socialiste révolutionnaire | 2 427        | 2,32         | 0             |               |        |
|                |                                          |              |              |               |               |        |
| Inscrits       | Inscrits                                 | 163 715      | 100,00       | 125 805       | 100,00        | 8      |
| Votants        | Votants                                  | 106 909      | 65,30        | 87 228        | 69,34         |        |
| Abstentions    | Abstentions                              | 56 806       | 34,70        | 38 577        | 30,66         |        |
| Blancs et nuls | Blancs et nuls                           | 2 438        | 2,28         | 1 347         | 1,54          |        |
| Exprimés       | Exprimés                                 | 104 471      | 97,72        | 85 881        | 98,46         |        |

## Résultats par arrondissement

### Arrondissement d'Aix

#### 1recirconscription
| Candidat       | Candidat        | Parti                    | Premier tour | Premier tour | Deuxième tour | Deuxième tour |
| Candidat       | Candidat        | Parti                    | Voix         | %            | Voix          | %             |
| -------------- | --------------- | ------------------------ | ------------ | ------------ | ------------- | ------------- |
|                | Camille Perreau | Républicain progressiste | 3 598        | 34,09        | 4 386         | 37,32         |
|                | Dubois          | Radical socialiste       | 3 131        | 29,66        | 3 990         | 33,95         |
|                | Gabriel Baron   | POF                      | 2 683        | 25,42        | 3 376         | 28,73         |
|                | Guiot           | Socialiste               | 748          | 7,09         |               |               |
|                | Barrucand       | Socialiste               | 395          | 3,74         |               |               |
|                |                 |                          |              |              |               |               |
| Inscrits       | Inscrits        | Inscrits                 | 15 695       | 100,00       | 15 695        | 100,00        |
| Votants        | Votants         | Votants                  | 10 689       | 68,10        | 11 849        | 75,50         |
| Abstention     | Abstention      | Abstention               | 5 006        | 31,90        | 3 846         | 24,50         |
| Blancs et nuls | Blancs et nuls  | Blancs et nuls           | 134          | 1,25         | 97            | 0,82          |
| Exprimés       | Exprimés        | Exprimés                 | 10 555       | 98,75        | 11 752        | 99,18         |

#### 2ecirconscription
| Candidat       | Candidat         | Parti                    | Premier tour | Premier tour |
| Candidat       | Candidat         | Parti                    | Voix         | %            |
| -------------- | ---------------- | ------------------------ | ------------ | ------------ |
|                | Camille Pelletan | Radical socialiste       | 6 999        | 58,86        |
|                | Anastay          | Républicain progressiste | 4 159        | 34,98        |
|                | Tressaud         | Socialiste               | 733          | 6,16         |
|                |                  |                          |              |              |
| Inscrits       | Inscrits         | Inscrits                 | 16 895       | 100,00       |
| Votants        | Votants          | Votants                  | 12 025       | 71,17        |
| Abstention     | Abstention       | Abstention               | 4 870        | 28,83        |
| Blancs et nuls | Blancs et nuls   | Blancs et nuls           | 134          | 1,11         |
| Exprimés       | Exprimés         | Exprimés                 | 11 891       | 98,89        |

### Arrondissement d'Arles
| Candidat       | Candidat       | Parti              | Premier tour | Premier tour | Deuxième tour | Deuxième tour |
| Candidat       | Candidat       | Parti              | Voix         | %            | Voix          | %             |
| -------------- | -------------- | ------------------ | ------------ | ------------ | ------------- | ------------- |
|                | Terray         | Monarchiste        | 7 712        | 40,41        | 8 789         | 43,51         |
|                | Henri Michel   | Radical socialiste | 6 345        | 33,25        | 11 409        | 56,49         |
|                | Hardon         | Radical            | 2 600        | 13,62        |               |               |
|                | Quénin         | POSR               | 2 427        | 12,72        |               |               |
|                |                |                    |              |              |               |               |
| Inscrits       | Inscrits       | Inscrits           | 27 434       | 100,00       | 27 534        | 100,00        |
| Votants        | Votants        | Votants            | 19 237       | 70,12        | 20 364        | 73,96         |
| Abstention     | Abstention     | Abstention         | 8 197        | 29,88        | 7 170         | 26,04         |
| Blancs et nuls | Blancs et nuls | Blancs et nuls     | 153          | 0,80         | 166           | 0,82          |
| Exprimés       | Exprimés       | Exprimés           | 19 084       | 99,20        | 20 198        | 99,18         |

### Arrondissement de Marseille

#### 1recirconscription
| Candidat       | Candidat           | Parti                    | Premier tour | Premier tour | Deuxième tour | Deuxième tour |
| Candidat       | Candidat           | Parti                    | Voix         | %            | Voix          | %             |
| -------------- | ------------------ | ------------------------ | ------------ | ------------ | ------------- | ------------- |
|                | Maximilien Carnaud | POF                      | 6 138        | 49,35        | 6 983         | 51,09         |
|                | Vassal             | Radical                  | 3 116        | 25,05        | 6 686         | 48,91         |
|                | Ripert             | Républicain progressiste | 2 086        | 16,77        |               |               |
|                | Giraudon           | Monarchiste              | 888          | 7,14         |               |               |
|                | Murzy              | Socialiste               | 210          | 1,69         |               |               |
|                |                    |                          |              |              |               |               |
| Inscrits       | Inscrits           | Inscrits                 | 20 216       | 100,00       | 20 216        | 100,00        |
| Votants        | Votants            | Votants                  | 12 710       | 62,87        | 13 785        | 68,19         |
| Abstention     | Abstention         | Abstention               | 7 506        | 37,13        | 6 431         | 31,81         |
| Blancs et nuls | Blancs et nuls     | Blancs et nuls           | 272          | 2,14         | 116           | 0,84          |
| Exprimés       | Exprimés           | Exprimés                 | 12 438       | 97,86        | 13 669        | 99,16         |

#### 2ecirconscription
| Candidat       | Candidat           | Parti                    | Premier tour | Premier tour | Deuxième tour | Deuxième tour |
| Candidat       | Candidat           | Parti                    | Voix         | %            | Voix          | %             |
| -------------- | ------------------ | ------------------------ | ------------ | ------------ | ------------- | ------------- |
|                | Bernard Cadenat    | POF                      | 5 683        | 41,77        | 8 448         | 54,55         |
|                | Auguste Bouge      | Républicain progressiste | 5 430        | 39,91        | 7 040         | 45,45         |
|                | Antoine dit Bertas | Socialiste               | 1 614        | 11,86        |               |               |
|                | Tassy              | Socialiste               | 880          | 6,47         |               |               |
|                |                    |                          |              |              |               |               |
| Inscrits       | Inscrits           | Inscrits                 | 21 881       | 100,00       | 21 881        | 100,00        |
| Votants        | Votants            | Votants                  | 13 889       | 63,48        | 15 749        | 71,98         |
| Abstention     | Abstention         | Abstention               | 7 992        | 36,52        | 6 132         | 28,02         |
| Blancs et nuls | Blancs et nuls     | Blancs et nuls           | 282          | 2,03         | 261           | 1,66          |
| Exprimés       | Exprimés           | Exprimés                 | 13 607       | 97,97        | 15 488        | 98,34         |

#### 3ecirconscription
| Candidat       | Candidat       | Parti                    | Premier tour | Premier tour | Deuxième tour | Deuxième tour |
| Candidat       | Candidat       | Parti                    | Voix         | %            | Voix          | %             |
| -------------- | -------------- | ------------------------ | ------------ | ------------ | ------------- | ------------- |
|                | Joseph Thierry | Républicain progressiste | 6 035        | 50,79        | 8 269         | 68,28         |
|                | Moulin         | Radical                  | 3 057        | 25,73        |               |               |
|                | Garnier        | Socialiste               | 2 791        | 23,49        | 3 842         | 31,72         |
|                |                |                          |              |              |               |               |
| Inscrits       | Inscrits       | Inscrits                 | 20 468       | 100,00       | 20 468        | 100,00        |
| Votants        | Votants        | Votants                  | 12 498       | 61,06        | 12 480        | 60,97         |
| Abstention     | Abstention     | Abstention               | 7 970        | 38,94        | 7 988         | 39,03         |
| Blancs et nuls | Blancs et nuls | Blancs et nuls           | 615          | 4,92         | 369           | 2,96          |
| Exprimés       | Exprimés       | Exprimés                 | 11 883       | 95,08        | 12 111        | 97,04         |

#### 4ecirconscription
| Candidat       | Candidat         | Parti                    | Premier tour | Premier tour | Deuxième tour | Deuxième tour |
| Candidat       | Candidat         | Parti                    | Voix         | %            | Voix          | %             |
| -------------- | ---------------- | ------------------------ | ------------ | ------------ | ------------- | ------------- |
|                | Joseph Chevillon | Radical socialiste       | 4 634        | 37,77        | 6 673         | 52,70         |
|                | Pierre Roux      | Socialiste               | 4 253        | 34,67        | 5 990         | 47,30         |
|                | Léon Julien      | Républicain progressiste | 2 341        | 19,08        |               |               |
|                | Marius Julien    | Socialiste               | 1 040        | 8,48         |               |               |
|                |                  |                          |              |              |               |               |
| Inscrits       | Inscrits         | Inscrits                 | 20 011       | 100,00       | 20 011        | 100,00        |
| Votants        | Votants          | Votants                  | 12 654       | 63,24        | 13 001        | 64,97         |
| Abstention     | Abstention       | Abstention               | 7 457        | 37,26        | 7 110         | 35,53         |
| Blancs et nuls | Blancs et nuls   | Blancs et nuls           | 386          | 3,05         | 338           | 2,60          |
| Exprimés       | Exprimés         | Exprimés                 | 12 268       | 96,95        | 12 663        | 97,40         |

#### 5ecirconscription
| Candidat       | Candidat       | Parti          | Premier tour | Premier tour |
| Candidat       | Candidat       | Parti          | Voix         | %            |
| -------------- | -------------- | -------------- | ------------ | ------------ |
|                | Antide Boyer   | POF            | 7 956        | 62,42        |
|                | Saint-Yves     | Rallié         | 4 789        | 37,58        |
|                |                |                |              |              |
| Inscrits       | Inscrits       | Inscrits       | 21 115       | 100,00       |
| Votants        | Votants        | Votants        | 13 207       | 62,55        |
| Abstention     | Abstention     | Abstention     | 7 908        | 37,45        |
| Blancs et nuls | Blancs et nuls | Blancs et nuls | 462          | 3,50         |
| Exprimés       | Exprimés       | Exprimés       | 12 745       | 96,50        |